# Lista över synagogor i Sverige

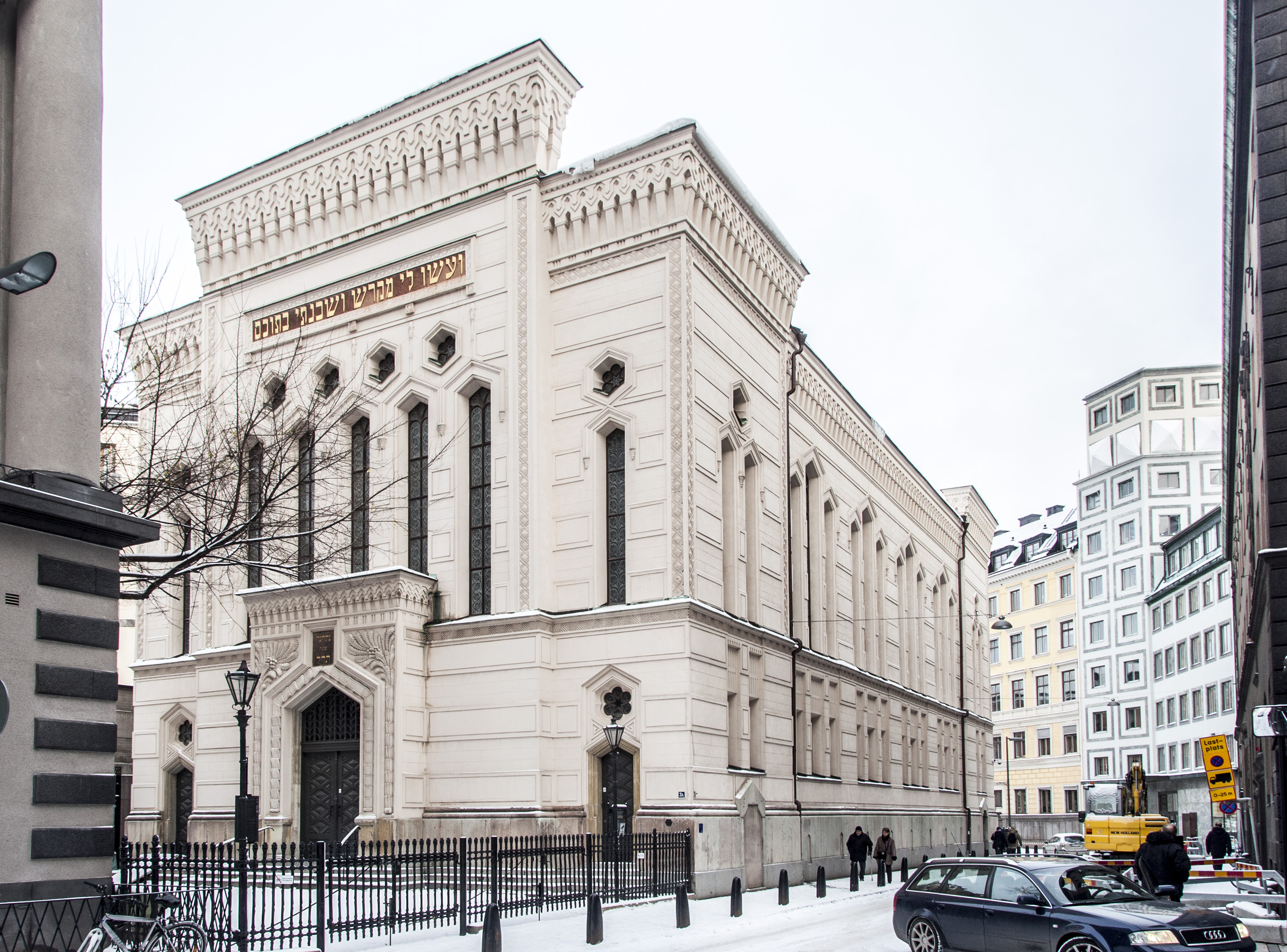
Stora synagogan i Stockholm i vinterskrud, 2012.

Synagogor i Sverige
| Namn                        | Plats               | Län                  | Invigd |
| --------------------------- | ------------------- | -------------------- | ------ |
| Adat Jeschurun              | Stockholm           | Stockholms län       | 1940   |
| Adat Jisrael                | Stockholm           | Stockholms län       | ????   |
| Gamla synagogan             | Gamla stan          | Stockholms län       | 1795   |
| Göteborgs synagoga          | Göteborg            | Västra Götalands län | 1855   |
| Karlstads synagoga          | Karlstad            | Värmlands län        | 1899   |
| Malmö synagoga              | Malmö               | Skåne län            | 1903   |
| Marstrands synagoga         | Marstrand           | Västra Götalands län | 1782   |
| Norrköpings synagoga        | Norrköping          | Östergötlands län    | 1858   |
| Stora synagogan i Stockholm | Norrmalm, Stockholm | Stockholms län       | 1870   |